# Чотчаев, Магомет Шаухалович
Магомет Шаухалович Чотчаев — советский хозяйственный, государственный и политический деятель.

## Биография
Родился в 1908 году в селении Хурзук. Член ВКП(б) с 1931 года.
С 1929 года — на хозяйственной, общественной и политической работе. В 1929—1968 гг. — слушатель Черкесской школы советского и партийного строительства, учился в Северо-Кавказском коммунистическом университете, секретарь ячейки ВКП(б) в Хузруке Карачаевской автономной области, студент Коммунистического университета трудящихся Востока, председатель Исполнительного комитета Областного Совета Карачаевской автономной области, заведующий Сектором сельского хозяйства и заготовок Орджоникидзевского краевого комитета ВКП(б), участник Великой Отечественной войны, заместитель заведующего Сельскохозяйственным отделом Областного комитета ВКП(б) Черкесской автономной области, инструктор Таласского областного комитета КП(б) Киргизии, секретарь Карачевского районного комитета КПСС.
Избирался депутатом Верховного Совета СССР 1-го созыва.
Умер в 1973 году.